# Liverpool FC in het seizoen 2013/14
Dit artikel beschrijft de prestaties van de Engelse voetbalclub Liverpool FC in het seizoen 2013–2014. Het was het 22ste opeenvolgende seizoen dat de club uit Liverpool uitkwam in de hoogste divisie van het Engelse profvoetbal, de Premier League.

## Selectie
| No.           | Naam              | Nationaliteit | Geboortedatum | Vorige club           |
| ------------- | ----------------- | ------------- | ------------- | --------------------- |
| Keepers       |                   |               |               |                       |
| 1             | Brad Jones        | Australië     | 19-03-1982    | Middlesbrough FC      |
| 22            | Simon Mignolet    | België        | 06-03-1988    | Sunderland AFC        |
| Verdedigers   |                   |               |               |                       |
| 2             | Glen Johnson      | Engeland      | 23-08-1984    | Portsmouth FC         |
| 3             | José Enrique      | Spanje        | 23-01-1986    | Newcastle United FC   |
| 4             | Kolo Touré        | Ivoorkust     | 19-03-1981    | Manchester City FC    |
| 5             | Daniel Agger 2    | Denemarken    | 12-12-1984    | Brøndby IF            |
| 16            | Sebastián Coates  | Uruguay       | 07-10-1990    | Nacional              |
| 17            | Mamadou Sakho     | Frankrijk     | 13-02-1990    | Paris Saint-Germain   |
| 20            | Aly Cissokho      | Frankrijk     | 15-09-1987    | Valencia CF           |
| 26            | Tiago Ilori       | Portugal      | 26-02-1990    | Sporting Portugal     |
| 34            | Martin Kelly      | Engeland      | 27-04-1990    | /                     |
| 37            | Martin Škrtel     | Slowakije     | 15-12-1984    | Zenit Sint-Petersburg |
| 38            | Jon Flanagan      | Engeland      | 01-01-1993    | /                     |
| 44            | Brad Smith        | Australië     | 09-04-1994    | /                     |
| Middenvelders |                   |               |               |                       |
| 6             | Luis Alberto      | Spanje        | 28-09-1992    | Sevilla FC            |
| 8             | Steven Gerrard 1  | Engeland      | 30-05-1980    | /                     |
| 10            | Philippe Coutinho | Brazilië      | 12-06-1992    | Internazionale        |
| 12            | Victor Moses      | Nigeria       | 12-12-1990    | Chelsea FC            |
| 14            | Jordan Henderson  | Engeland      | 17-06-1990    | Sunderland AFC        |
| 21            | Lucas             | Brazilië      | 09-01-1987    | Grêmio                |
| 24            | Joe Allen         | Wales         | 14-03-1990    | Swansea City FC       |
| 31            | Raheem Sterling   | Engeland      | 08-12-1994    | /                     |
| Aanvallers    |                   |               |               |                       |
| 7             | Luis Suárez       | Uruguay       | 24-01-1987    | Ajax                  |
| 9             | Iago Aspas        | Spanje        | 01-08-1987    | Celta de Vigo         |
| 12            | Victor Moses      | Nigeria       | 12-12-1990    | Chelsea FC            |
| 15            | Daniel Sturridge  | Engeland      | 01-09-1989    | Chelsea FC            |

- = Aanvoerder

### Technische staf
|                 |                        |               |
| Functie         | Naam                   | Nationaliteit |
| Coach           | Brendan Rodgers (foto) | Noord-Ierland |
| Assistent-coach | Colin Pascoe           | Wales         |
| Assistent-coach | Mike Marsh             | Engeland      |
| Keeperstrainer  | John Achterberg        | Nederland     |

## Prijzen
| Premier League | FA Cup     | League Cup  |
| -------------- | ---------- | ----------- |
|                |            |             |
| Vicekampioen   | 1/8 finale | Derde ronde |

## Uitrustingen
Shirtsponsor(s): Standard Chartered

Sportmerk: Warrior
| Thuis | Uit | Alternatief | Doelman | Doelman | Doelman |  |

## Transfers

### Zomer

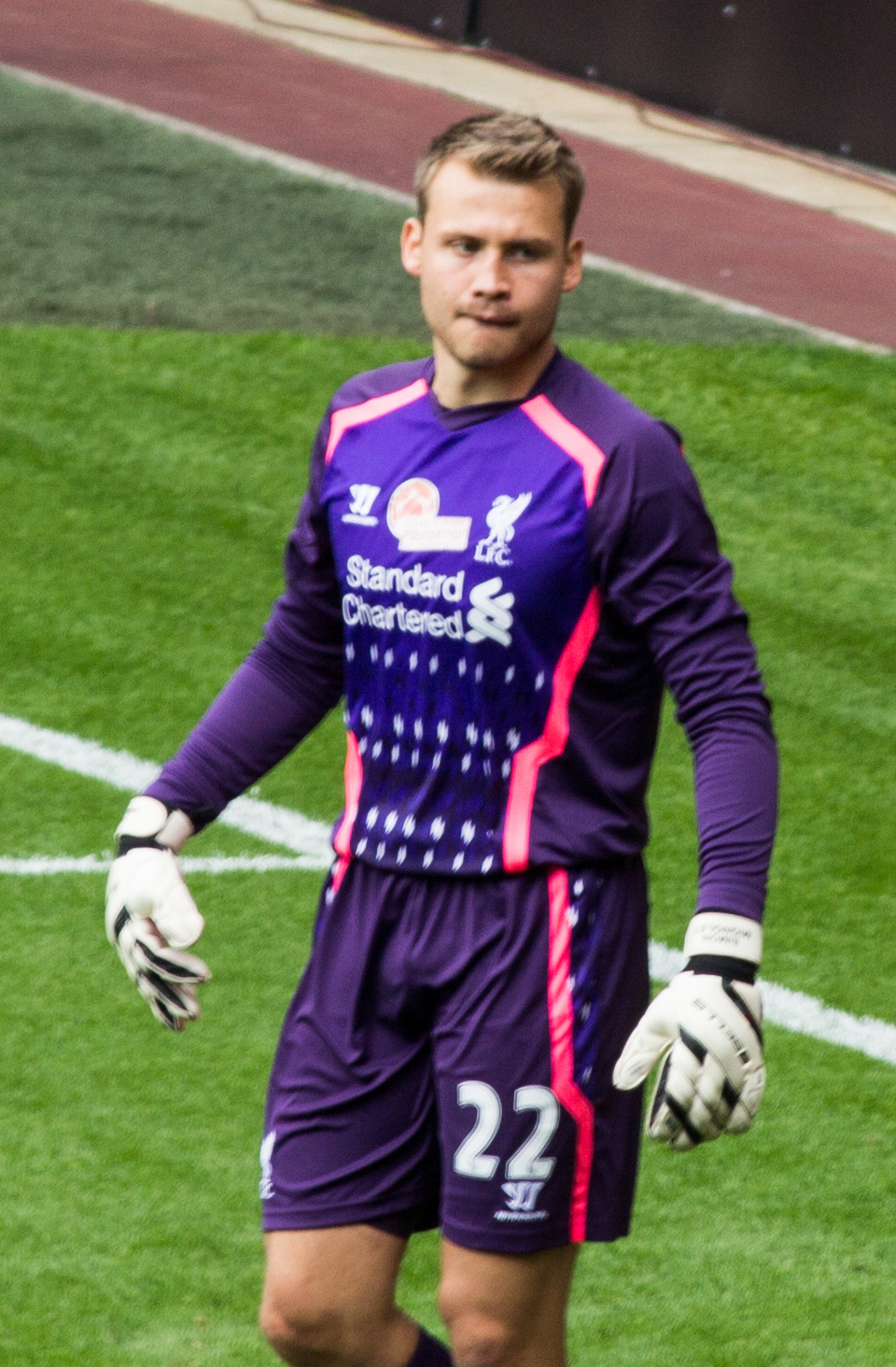
Simon Mignolet volgde Pepe Reina op als eerste doelman van Liverpool.

| Naam              | Nationaliteit | Van/naar            | Type           |
| ----------------- | ------------- | ------------------- | -------------- |
| Inkomend          |               |                     |                |
| Luis Alberto      | Spanje        | Sevilla FC          | € 8.000.000    |
| Iago Aspas        | Spanje        | Celta de Vigo       | € 8.200.000    |
| Aly Cissokho      | Frankrijk     | Valencia            | Gehuurd        |
| Simon Mignolet    | België        | Sunderland          | € 10.500.000   |
| Kolo Touré        | Ivoorkust     | Córdoba CF          | Transfervrij   |
| Mamadou Sakho     | Frankrijk     | Paris Saint-Germain | € 21.000.000   |
| Tiago Ilori       | Portugal      | Sporting Lissabon   | € 8.000.000    |
| Victor Moses      | Nigeria       | Chelsea FC          | Gehuurd        |
| Uitgaand          |               |                     |                |
| Jamie Carragher   | Engeland      |                     | Einde carrière |
| Andy Carroll      | Engeland      | West Ham United     | € 18.180.000   |
| Jonjo Shelvey     | Engeland      | Swansea City        | € 5.860.000    |
| Jay Spearing      | Engeland      | Bolton Wanderers    | € 1.760.000    |
| Stewart Downing   | Engeland      | West Ham United     | € 7.000.000    |
| Danny Wilson      | Schotland     | Heart of Midlothian | Transfervrij   |
| Péter Gulácsi     | Hongarije     | Red Bull Salzburg   | Transfervrij   |
| Daniel Pacheco    | Spanje        | Alcorcón            | Transfervrij   |
| Krisztián Adorján | Hongarije     | FC Groningen        | Uitgeleend     |
| Oussama Assaidi   | Marokko       | Stoke City          | Uitgeleend     |
| Fabio Borini      | Italië        | Sunderland          | Uitgeleend     |
| Conor Coady       | Engeland      | Sheffield United    | Uitgeleend     |
| Pepe Reina        | Spanje        | SSC Napoli          | Uitgeleend     |
| Suso              | Spanje        | UD Almería          | Uitgeleend     |
| Andre Wisdom      | Engeland      | Derby County        | Uitgeleend     |

### Winter
| Naam             | Nationaliteit | Van/naar        | Type         |
| ---------------- | ------------- | --------------- | ------------ |
| Inkomend         |               |                 |              |
| Uitgaand         |               |                 |              |
| Adam Morgan      | Engeland      | Yeovil Town     | Transfervrij |
| Sebastián Coates | Uruguay       | Nacional        | Uitgeleend   |
| Ryan McLaughlin  | Noord-Ierland | Barnsley FC     | Uitgeleend   |
| Tiago Ilori      | Portugal      | Granada         | Uitgeleend   |
| Jordon Ibe       | Engeland      | Birmingham City | Uitgeleend   |

## Premier League

### Eindstand
| №  | Club                 | WG | W  | G  | V  | DV  | DT | +/− | Punten |
| -- | -------------------- | -- | -- | -- | -- | --- | -- | --- | ------ |
|    | Manchester City      | 38 | 27 | 5  | 6  | 102 | 37 | 65  | 86     |
| 2  | Liverpool            | 38 | 26 | 6  | 6  | 101 | 50 | 51  | 84     |
| 3  | Chelsea              | 38 | 25 | 7  | 6  | 71  | 27 | 44  | 82     |
| 4  | Arsenal              | 38 | 24 | 7  | 7  | 68  | 41 | 27  | 79     |
| 5  | Everton              | 38 | 21 | 9  | 8  | 61  | 39 | 22  | 72     |
| 6  | Tottenham Hotspur    | 38 | 21 | 6  | 11 | 55  | 51 | 4   | 69     |
| 7  | Manchester United    | 38 | 19 | 7  | 12 | 64  | 43 | 21  | 64     |
| 8  | Southampton          | 38 | 15 | 11 | 12 | 54  | 46 | 8   | 56     |
| 9  | Stoke City           | 38 | 13 | 11 | 14 | 45  | 52 | –7  | 50     |
| 10 | Newcastle United     | 38 | 15 | 4  | 19 | 43  | 59 | –16 | 49     |
| 11 | Crystal Palace       | 38 | 13 | 6  | 19 | 33  | 48 | –15 | 45     |
| 12 | Swansea City         | 38 | 11 | 9  | 18 | 54  | 54 | 0   | 42     |
| 13 | West Ham United      | 38 | 11 | 7  | 20 | 40  | 51 | –11 | 40     |
| 14 | Sunderland           | 38 | 10 | 8  | 20 | 41  | 60 | –19 | 38     |
| 15 | Aston Villa          | 38 | 10 | 8  | 20 | 39  | 61 | –22 | 38     |
| 16 | Hull City            | 38 | 10 | 7  | 21 | 38  | 53 | –15 | 37     |
| 17 | West Bromwich Albion | 38 | 7  | 15 | 16 | 43  | 59 | –16 | 36     |
| 18 | Norwich City         | 38 | 8  | 9  | 21 | 28  | 62 | –34 | 33     |
| 19 | Fulham               | 38 | 9  | 5  | 24 | 40  | 85 | –45 | 32     |
| 20 | Cardiff City         | 38 | 7  | 9  | 22 | 32  | 74 | –42 | 30     |

### Wedstrijden
| Wedstrijddetails                                          | Thuisploeg                                                   | Uitslag                             | Uitploeg                                                               | Opstelling | Kaarten                                  |
| --------------------------------------------------------- | ------------------------------------------------------------ | ----------------------------------- | ---------------------------------------------------------------------- | --- | ---------------------------------------- |
| Heenronde                                                 |                                                              |                                     |                                                                        | |                                          |
| 17 augustus 2013 13:45 Anfield Liverpool                  | Liverpool FC                                                 | 1-0                                 | Stoke City                                                             | Mignolet Johnson, Touré, Agger, Enrique Gerrard, Lucas, Henderson Aspas (72' Sterling), Sturridge, Coutinho                                        | 76' Touré                                |
| 17 augustus 2013 13:45 Anfield Liverpool                  | 37' Sturridge                                                | 1-0                                 |                                                                        | Mignolet Johnson, Touré, Agger, Enrique Gerrard, Lucas, Henderson Aspas (72' Sterling), Sturridge, Coutinho                                        | 76' Touré                                |
| 24 augustus 2013 18:30 Villa Park Birmingham              | Aston Villa                                                  | 0-1                                 | Liverpool FC                                                           | Mignolet Johnson, Touré, Agger, Enrique Gerrard, Lucas, Henderson Aspas (68' Cissokho), Sturridge, Coutinho (83' Allen)                            | 29' Aspas 45+2' Johnson 89' Lucas        |
| 24 augustus 2013 18:30 Villa Park Birmingham              |                                                              | 0-1                                 | 21' Sturridge                                                          | Mignolet Johnson, Touré, Agger, Enrique Gerrard, Lucas, Henderson Aspas (68' Cissokho), Sturridge, Coutinho (83' Allen)                            | 29' Aspas 45+2' Johnson 89' Lucas        |
| 1 september 2013 14:30 Anfield Liverpool                  | Liverpool FC                                                 | 1-0                                 | Manchester United                                                      | Mignolet Johnson (78' Wisdom), Škrtel, Agger, Enrique Gerrard, Lucas, Aspas (60' Sterling) Henderson, Sturridge, Coutinho (83' Alberto)            | 35' Aspas 90' Lucas                      |
| 1 september 2013 14:30 Anfield Liverpool                  | 4' Sturridge                                                 | 1-0                                 |                                                                        | Mignolet Johnson (78' Wisdom), Škrtel, Agger, Enrique Gerrard, Lucas, Aspas (60' Sterling) Henderson, Sturridge, Coutinho (83' Alberto)            | 35' Aspas 90' Lucas                      |
| 16 september 2013 21:00 Liberty Stadium Swansea           | Swansea City                                                 | 2-2                                 | Liverpool FC                                                           | Mignolet Wisdom (69' Touré), Škrtel, Sakho, Enrique Gerrard, Lucas, Coutinho (55' Aspas) Henderson, Sturridge, Moses (81' Sterling)                | 56' Lucas 61' Henderson 66' Wisdom       |
| 16 september 2013 21:00 Liberty Stadium Swansea           | 2' Shelvey 64' Michu                                         | 1-0 1-1 1-2 2-2                     | 4' Sturridge 36' Moses                                                 | Mignolet Wisdom (69' Touré), Škrtel, Sakho, Enrique Gerrard, Lucas, Coutinho (55' Aspas) Henderson, Sturridge, Moses (81' Sterling)                | 56' Lucas 61' Henderson 66' Wisdom       |
| 21 september 2013 16:00 Anfield Liverpool                 | Liverpool FC                                                 | 0-1                                 | Southampton FC                                                         | Mignolet Touré, Škrtel (72' Alberto), Agger (57' Enrique), Sakho Gerrard, Lucas, Aspas (46' Sterling) Henderson, Sturridge, Moses                  |                                          |
| 21 september 2013 16:00 Anfield Liverpool                 |                                                              | 0-1                                 | 53' Lovren                                                             | Mignolet Touré, Škrtel (72' Alberto), Agger (57' Enrique), Sakho Gerrard, Lucas, Aspas (46' Sterling) Henderson, Sturridge, Moses                  |                                          |
| 29 september 2013 17:00 Stadium of Light Sunderland       | Sunderland                                                   | 1-3                                 | Liverpool FC                                                           | Mignolet Touré, Škrtel, Sakho Henderson, Gerrard, Moses (75' Sterling), Lucas, Enrique Suárez, Sturridge                                           | 82' Lucas                                |
| 29 september 2013 17:00 Stadium of Light Sunderland       | 52' Giaccherini                                              | 0-1 0-2 1-2 1-3                     | 28' Sturridge 36' Suárez 89' Suárez                                    | Mignolet Touré, Škrtel, Sakho Henderson, Gerrard, Moses (75' Sterling), Lucas, Enrique Suárez, Sturridge                                           | 82' Lucas                                |
| 5 oktober 2013 16:00 Anfield Liverpool                    | Liverpool FC                                                 | 3-1                                 | Crystal Palace                                                         | Mignolet Touré, Škrtel, Sakho (67' Agger) Sterling, Gerrard, Moses (66' Alberto), Henderson, Enrique Suárez, Sturridge (88' Aspas)                 | 76' Sterling 90+4' Aspas                 |
| 5 oktober 2013 16:00 Anfield Liverpool                    | 13' Suárez 17' Sturridge 38' Gerrard                         | 1-0 2-0 3-0 3-1                     | 77' Gayle                                                              | Mignolet Touré, Škrtel, Sakho (67' Agger) Sterling, Gerrard, Moses (66' Alberto), Henderson, Enrique Suárez, Sturridge (88' Aspas)                 | 76' Sterling 90+4' Aspas                 |
| 19 oktober 2013 13:45 St. James' Park Newcastle-upon-Tyne | Newcastle United                                             | 2-2                                 | Liverpool FC                                                           | Mignolet Touré, Škrtel, Sakho (63' Alberto) Johnson (83' Sterling), Henderson, Moses, Gerrard, Cissokho Suárez, Sturridge                          | 45+2' Gerrard 71' Touré 84' Sturridge    |
| 19 oktober 2013 13:45 St. James' Park Newcastle-upon-Tyne | 23' Cabaye 57' Dummett                                       | 1-0 1-1 2-1 2-2                     | 42' Gerrard 72' Sturridge                                              | Mignolet Touré, Škrtel, Sakho (63' Alberto) Johnson (83' Sterling), Henderson, Moses, Gerrard, Cissokho Suárez, Sturridge                          | 45+2' Gerrard 71' Touré 84' Sturridge    |
| 26 oktober 2013 16:00 Anfield Liverpool                   | Liverpool FC                                                 | 4-1                                 | West Bromwich Albion                                                   | Mignolet Touré, Škrtel, Sakho Johnson (62' Kelly), Henderson, Gerrard (86' Allen), Lucas, Cissokho Suárez (89' Alberto), Sturridge                 |                                          |
| 26 oktober 2013 16:00 Anfield Liverpool                   | 12' Suárez 17' Suárez 55' Suárez 77' Sturridge               | 1-0 2-0 3-0 3-1 4-1                 | 66' Morrison                                                           | Mignolet Touré, Škrtel, Sakho Johnson (62' Kelly), Henderson, Gerrard (86' Allen), Lucas, Cissokho Suárez (89' Alberto), Sturridge                 |                                          |
| 2 november 2013 18:30 Emirates Stadium Londen             | Arsenal FC                                                   | 2-0                                 | Liverpool FC                                                           | Mignolet Touré, Škrtel, Sakho Flanagan (68' Moses), Gerrard, Henderson, Lucas, Cissokho (46' Coutinho) Suárez, Sturridge                           | 28' Cissokho                             |
| 2 november 2013 18:30 Emirates Stadium Londen             | 19' Cazorla 59' Ramsey                                       | 1-0 2-0                             |                                                                        | Mignolet Touré, Škrtel, Sakho Flanagan (68' Moses), Gerrard, Henderson, Lucas, Cissokho (46' Coutinho) Suárez, Sturridge                           | 28' Cissokho                             |
| 9 november 2013 16:00 Anfield Liverpool                   | Liverpool FC                                                 | 4-0                                 | Fulham FC                                                              | Mignolet Johnson, Škrtel, Agger, Cissokho (61' Enrique) Henderson, Gerrard (66' Allen), Lucas Suárez, Coutinho, Sturridge (76' Moses)              |                                          |
| 9 november 2013 16:00 Anfield Liverpool                   | 23' Amorebieta (own) 26' Škrtel 36' Suárez 54' Suárez        | 1-0 2-0 3-0 4-0                     |                                                                        | Mignolet Johnson, Škrtel, Agger, Cissokho (61' Enrique) Henderson, Gerrard (66' Allen), Lucas Suárez, Coutinho, Sturridge (76' Moses)              |                                          |
| 23 november 2013 13:45 Goodison Park Liverpool            | Everton FC                                                   | 3-3                                 | Liverpool FC                                                           | Mignolet Johnson, Škrtel, Agger, Flanagan Lucas (79' Sturridge), Gerrard, Allen (69' Moses) Henderson, Suárez, Coutinho                            | 62' Allen 67' Lucas 79' Suárez           |
| 23 november 2013 13:45 Goodison Park Liverpool            | 8' Mirallas 72' Lukaku 82' Lukaku                            | 0-1 1-1 1-2 2-2 3-2 3-3             | 5' Coutinho 19' Suárez 89' Sturridgde                                  | Mignolet Johnson, Škrtel, Agger, Flanagan Lucas (79' Sturridge), Gerrard, Allen (69' Moses) Henderson, Suárez, Coutinho                            | 62' Allen 67' Lucas 79' Suárez           |
| 1 december 2013 15:05 Kingston Communications Hull        | Hull City                                                    | 3-1                                 | Liverpool FC                                                           | Mignolet Johnson, Škrtel, Touré, Flanagan Gerrad, Lucas, Henderson Sterling, Suárez, Moses                                                         |                                          |
| 1 december 2013 15:05 Kingston Communications Hull        | 20' Livermore 72' Meyler 87' Škrtel (own)                    | 1-0 1-1 2-1 3-1                     | 27' Gerrard                                                            | Mignolet Johnson, Škrtel, Touré, Flanagan Gerrad, Lucas, Henderson Sterling, Suárez, Moses                                                         |                                          |
| 4 december 2013 20:45 Anfield Liverpool                   | Liverpool FC                                                 | 5-1                                 | Norwich City                                                           | Mignolet Johnson, Škrtel, Agger, Flanagan Allen, Coutinho, Gerrard Henderson (70' Alberto), Suárez (90+1' Aspas), Sterling                         | 34' Allen 43' Gerrard 69' Flanagan       |
| 4 december 2013 20:45 Anfield Liverpool                   | 15' Suárez 29' Suárez 35' Suárez 74' Suárez 88' Sterling     | 1-0 2-0 3-0 4-0 4-1 5-1             | 83' Johnson                                                            | Mignolet Johnson, Škrtel, Agger, Flanagan Allen, Coutinho, Gerrard Henderson (70' Alberto), Suárez (90+1' Aspas), Sterling                         | 34' Allen 43' Gerrard 69' Flanagan       |
| 7 december 2013 16:00 Anfield Liverpool                   | Liverpool FC                                                 | 4-1                                 | West Ham United                                                        | Mignolet Johnson, Škrtel, Sakho, Flanagan (78' Kelly) Allen, Coutinho, Gerrard (56' Lucas) Henderson, Suárez, Sterling (72' Moses)                 |                                          |
| 7 december 2013 16:00 Anfield Liverpool                   | 42' Demel (own) 47' Sakho 81' Suárez 84' O'Brien (own)       | 1-0 2-0 2-1 3-1 4-1                 | 66' Škrtel (own)                                                       | Mignolet Johnson, Škrtel, Sakho, Flanagan (78' Kelly) Allen, Coutinho, Gerrard (56' Lucas) Henderson, Suárez, Sterling (72' Moses)                 |                                          |
| 15 december 2013 17:00 White Hart Lane Londen             | Tottenham Hotspur                                            | 0-5                                 | Liverpool FC                                                           | Mignolet Johnson, Škrtel, Sakho, Flanagan Allen, Coutinho (90' Moses), Lucas (79' Alberto) Henderson, Suárez, Sterling                             |                                          |
| 15 december 2013 17:00 White Hart Lane Londen             |                                                              | 0-1 0-2 0-3 0-4 0-5                 | 18' Suárez 40' Henderson 75' Flanagan 84' Suárez 89' Sterling          | Mignolet Johnson, Škrtel, Sakho, Flanagan Allen, Coutinho (90' Moses), Lucas (79' Alberto) Henderson, Suárez, Sterling                             |                                          |
| 21 december 2013 13:45 Anfield Liverpool                  | Liverpool FC                                                 | 3-1                                 | Cardiff City                                                           | Mignolet Johnson, Škrtel, Sakho, Flanagan (55' Kelly) Allen, Lucas, Henderson Sterling, Suárez, Coutinho (83' Agger)                               | 41' Škrtel 72' Sterling                  |
| 21 december 2013 13:45 Anfield Liverpool                  | 25' Suárez 42' Sterling 45' Suárez                           | 1-0 2-0 3-0 3-1                     | 58' Mutch                                                              | Mignolet Johnson, Škrtel, Sakho, Flanagan (55' Kelly) Allen, Lucas, Henderson Sterling, Suárez, Coutinho (83' Agger)                               | 41' Škrtel 72' Sterling                  |
| 26 december 2013 18:30 Etihad Stadium Manchester          | Manchester City                                              | 2-1                                 | Liverpool FC                                                           | Mignolet Johnson, Škrtel, Sakho, Cissokho Allen, Lucas (82' Aspas), Henderson Sterling, Suárez, Coutinho (68' Moses)                               | 68' Johnson 86' Moses 90+1' Suárez       |
| 26 december 2013 18:30 Etihad Stadium Manchester          | 31' Kompany 45+1' Negredo                                    | 0-1 1-1 2-1                         | 24' Coutinho                                                           | Mignolet Johnson, Škrtel, Sakho, Cissokho Allen, Lucas (82' Aspas), Henderson Sterling, Suárez, Coutinho (68' Moses)                               | 68' Johnson 86' Moses 90+1' Suárez       |
| 29 december 2013 17:00 Stamford Bridge Londen             | Chelsea FC                                                   | 2-1                                 | Liverpool FC                                                           | Mignolet Johnson (84' Aspas), Agger, Škrtel, Sakho (90' Sakho) Allen (60' Smith), Lucas, Henderson Sterling, Suárez, Coutinho                      | 40' Johnson                              |
| 29 december 2013 17:00 Stamford Bridge Londen             | 17' Hazard 34' Eto'o                                         | 0-1 1-1 2-1                         | 4' Škrtel                                                              | Mignolet Johnson (84' Aspas), Agger, Škrtel, Sakho (90' Sakho) Allen (60' Smith), Lucas, Henderson Sterling, Suárez, Coutinho                      | 40' Johnson                              |
| Terugronde                                                |                                                              |                                     |                                                                        | |                                          |
| 1 januari 2014 16:00 Anfield Liverpool                    | Liverpool FC                                                 | 2-0                                 | Hull City                                                              | Mignolet Johnson (55' Touré), Škrtel, Agger, Cissokho Lucas, Henderson, Coutinho Aspas (62' Gerrard), Suárez, Sterling (76' Moses)                 | 39' Suárez                               |
| 1 januari 2014 16:00 Anfield Liverpool                    | 36' Agger 50' Suárez                                         | 1-0 2-0                             |                                                                        | Mignolet Johnson (55' Touré), Škrtel, Agger, Cissokho Lucas, Henderson, Coutinho Aspas (62' Gerrard), Suárez, Sterling (76' Moses)                 | 39' Suárez                               |
| 12 januari 2014 17:10 Britannia Stadium Stoke-on-Trent    | Stoke City                                                   | 3-5                                 | Liverpool FC                                                           | Mignolet Johnson, Touré, Škrtel, Cissokho Lucas, Gerard, Coutinho (66' Sturridge) Henderson, Suárez, Sterling                                      | 53' Cissokho                             |
| 12 januari 2014 17:10 Britannia Stadium Stoke-on-Trent    | 39' Crouch 45' Adam 85' Walters                              | 0-1 0-2 1-2 2-2 2-3 2-4 3-4 3-5     | 5' Shawcross (own) 32' Suárez 51' Gerrard 71' Suarez 87' Sturridge     | Mignolet Johnson, Touré, Škrtel, Cissokho Lucas, Gerard, Coutinho (66' Sturridge) Henderson, Suárez, Sterling                                      | 53' Cissokho                             |
| 18 januari 2014 18:30 Anfield Liverpool                   | Liverpool FC                                                 | 2-2                                 | Aston Villa                                                            | Mignolet Johnson, Touré, Škrtel, Cissokho Sterling, Henderson, Gerard, Coutinho (46' Lucas)(66' Allen) Sturridge, Suárez                           |                                          |
| 18 januari 2014 18:30 Anfield Liverpool                   | 45+2' Sturridge 53' Gerrard                                  | 0-1 0-2 1-2 2-2                     | 25' Weimann 36' Benteke                                                | Mignolet Johnson, Touré, Škrtel, Cissokho Sterling, Henderson, Gerard, Coutinho (46' Lucas)(66' Allen) Sturridge, Suárez                           |                                          |
| 28 januari 2014 21:00 Anfield Liverpool                   | Liverpool FC                                                 | 4-0                                 | Everton FC                                                             | Mignolet Flanagan (73' Kelly), Touré, Škrtel, Cissokho Gerrard, Sturridge (71' Moses), Henderson Sterling, Suárez, Coutinho (79' Alberto)          |                                          |
| 28 januari 2014 21:00 Anfield Liverpool                   | 21' Gerrard 33' Sturridge 35' Sturridge 50' Suárez           | 1-0 2-0 3-0 4-0                     |                                                                        | Mignolet Flanagan (73' Kelly), Touré, Škrtel, Cissokho Gerrard, Sturridge (71' Moses), Henderson Sterling, Suárez, Coutinho (79' Alberto)          |                                          |
| 2 februari 2014 14:30 The Hawthorns West Bromwich         | West Bromwich Albion                                         | 1-1                                 | Liverpool FC                                                           | Mignolet Flanagan (74' Kelly), Touré, Škrtel, Cissokho Henderson, Coutinho (74' Allen), Gerrard Suárez, Sturridge, Sterling                        | 74' Súarez 81' Gerrard                   |
| 2 februari 2014 14:30 The Hawthorns West Bromwich         | 67' Anichebe                                                 | 0-1 1-1                             | 24' Sturridge                                                          | Mignolet Flanagan (74' Kelly), Touré, Škrtel, Cissokho Henderson, Coutinho (74' Allen), Gerrard Suárez, Sturridge, Sterling                        | 74' Súarez 81' Gerrard                   |
| 8 februari 2014 13:45 Anfield Liverpool                   | Liverpool FC                                                 | 5-1                                 | Arsenal FC                                                             | Mignolet Flanagan, Touré, Škrtel, Cissokho Gerrard (76' Ibe), Henderson, Coutinho Suárez (85' Aspas), Sturridge (66' Allen), Sterling              | 47' Henderson                            |
| 8 februari 2014 13:45 Anfield Liverpool                   | 1' Škrtel 10' Škrtel 16' Sterling 20' Sturridge 52' Sterling | 1-0 2-0 3-0 4-0 5-0 5-1             | 69' Arteta                                                             | Mignolet Flanagan, Touré, Škrtel, Cissokho Gerrard (76' Ibe), Henderson, Coutinho Suárez (85' Aspas), Sturridge (66' Allen), Sterling              | 47' Henderson                            |
| 12 februari 2014 21:00 Craven Cottage Londen              | Fulham FC                                                    | 2-3                                 | Liverpool FC                                                           | Mignolet Flanagan, Touré, Škrtel, Cissokho Henderson, Gerrard, Coutinho (90+2' Agger) Suárez, Sturridge, Sterling (82' Carlos)                     | 56' Coutinho 77' Henderson 90+2' Gerrard |
| 12 februari 2014 21:00 Craven Cottage Londen              | 8' Touré (own) 63' Richardson                                | 1-0 1-1 2-1 2-2 2-3                 | 41' Sturridge 72' Coutinho 90+1' Gerrard                               | Mignolet Flanagan, Touré, Škrtel, Cissokho Henderson, Gerrard, Coutinho (90+2' Agger) Suárez, Sturridge, Sterling (82' Carlos)                     | 56' Coutinho 77' Henderson 90+2' Gerrard |
| 23 februari 2014 14:30 Anfield Liverpool                  | Liverpool FC                                                 | 4-3                                 | Swansea City                                                           | Mignolet Flanagan, Škrtel, Agger (63' Touré), Johnson Gerrard, Henderson, Coutinho Suárez, Sturridge (79' Moses), Sterling (58' Allen)             | 26' Škrtel                               |
| 23 februari 2014 14:30 Anfield Liverpool                  | 3' Sturridge 20' Henderson 36' Sturridge 74' Henderson       | 1-0 2-0 2-1 2-2 3-2 3-3 4-3         | 23' Shelvey 26' Bony 47' Bony                                          | Mignolet Flanagan, Škrtel, Agger (63' Touré), Johnson Gerrard, Henderson, Coutinho Suárez, Sturridge (79' Moses), Sterling (58' Allen)             | 26' Škrtel                               |
| 1 maart 2014 18:30 St. Mary's Stadium Southampton         | Southampton FC                                               | 0-3                                 | Liverpool FC                                                           | Mignolet Johnson, Škrtel, Agger, Johnson Henderson, Gerrard, Coutinho (58' Sterling), Allen Suárez, Sturridge (85' Aspas)                          | 70' Henderson 86' Gerrard                |
| 1 maart 2014 18:30 St. Mary's Stadium Southampton         |                                                              | 0-1 0-2 0-3                         | 16' Suárez 58' Sterling 90+5' Gerrard                                  | Mignolet Johnson, Škrtel, Agger, Johnson Henderson, Gerrard, Coutinho (58' Sterling), Allen Suárez, Sturridge (85' Aspas)                          | 70' Henderson 86' Gerrard                |
| 16 maart 2014 14:30 Old Trafford Manchester               | Manchester United                                            | 0-3                                 | Liverpool FC                                                           | Mignolet Flanagan, Škrtel, Agger, Johnson Henderson, Gerrard (86' Lucas), Allen, Sterling Sturridge (90+2' Aspas), Suárez, Sterling (72' Coutinho) | 31' Flanagan 37' Gerrard 54' Škrtel      |
| 16 maart 2014 14:30 Old Trafford Manchester               |                                                              | 0-1 0-2 0-3                         | 34' Gerrard 46' Gerrard 84' Suárez                                     | Mignolet Flanagan, Škrtel, Agger, Johnson Henderson, Gerrard (86' Lucas), Allen, Sterling Sturridge (90+2' Aspas), Suárez, Sterling (72' Coutinho) | 31' Flanagan 37' Gerrard 54' Škrtel      |
| 22 maart 2014 16:00 Cardiff City Stadium Cardiff          | Cardiff City                                                 | 3-6                                 | Liverpool FC                                                           | Mignolet Flanagan, Škrtel, Agger, Johnson Henderson, Gerrard (86' Lucas), Allen, Sterling Sturridge (90+2' Aspas), Suárez, Sterling (72' Coutinho) | 31' Flanagan 37' Gerrard 54' Škrtel      |
| 22 maart 2014 16:00 Cardiff City Stadium Cardiff          | 9' Mutch 25' Campbell 88' Mutch                              | 1-0 1-1 2-1 2-2 2-3 2-4 2-5 3-5 3-6 | 16' Suárez 41' Škrtel 54' Škrtel 60' Suárez 75' Sturridge 90+6' Suárez | Mignolet Flanagan, Škrtel, Agger, Johnson Henderson, Gerrard (86' Lucas), Allen, Sterling Sturridge (90+2' Aspas), Suárez, Sterling (72' Coutinho) | 31' Flanagan 37' Gerrard 54' Škrtel      |
| 26 maart 2014 21:00 Anfield Liverpool                     | Liverpool FC                                                 | 2-1                                 | Sunderland                                                             | Mignolet Johnson, Škrtel, Agger, Flanagan Henderson, Gerrard, Allen, Coutinho Suárez, Sturridge (77' Sterling)                                     |                                          |
| 26 maart 2014 21:00 Anfield Liverpool                     | 39' Gerrard 48' Sturridge                                    | 1-0 2-0 2-1                         | 76' Sung-Yong                                                          | Mignolet Johnson, Škrtel, Agger, Flanagan Henderson, Gerrard, Allen, Coutinho Suárez, Sturridge (77' Sterling)                                     |                                          |
| 29 maart 2014 17:00 Anfield Liverpool                     | Liverpool FC                                                 | 4-0                                 | Tottenham Hotspur                                                      | Mignolet Johnson, Škrtel, Agger, Flanagan Henderson, Gerrard (70' Lucas), Coutinho (64' Allen) Sterling (83' Moses), Suárez, Sturridge             |                                          |
| 29 maart 2014 17:00 Anfield Liverpool                     | 2' Kaboul (own) 25' Suárez 55' Coutinho 75' Henderson        | 1-0 2-0 3-0 4-0                     |                                                                        | Mignolet Johnson, Škrtel, Agger, Flanagan Henderson, Gerrard (70' Lucas), Coutinho (64' Allen) Sterling (83' Moses), Suárez, Sturridge             |                                          |
| 6 april 2014 17:00 Boleyn Ground Londen                   | West Ham United                                              | 1-2                                 | Liverpool FC                                                           | Mignolet Johnson, Škrtel, Sakho, Flanagan Henderson, Gerrard, Coutinho (46' Lucas) Sturridge (85' Touré), Suárez, Sterling                         |                                          |
| 6 april 2014 17:00 Boleyn Ground Londen                   | 45+2' Demel                                                  | 0-1 1-1 1-2                         | 44' Gerrard 71' Gerrard                                                | Mignolet Johnson, Škrtel, Sakho, Flanagan Henderson, Gerrard, Coutinho (46' Lucas) Sturridge (85' Touré), Suárez, Sterling                         |                                          |
| 13 april 2014 14:37 Anfield Liverpool                     | Liverpool FC                                                 | 3-2                                 | Manchester City                                                        | Mignolet Johnson, Škrtel, Sakho, Flanagan Henderson, Gerrard, Coutinho (89' Moses) Sterling (90+5' Lucas), Suárez, Sturridge (66' Allen)           | 5' Suárez 90+3' Henderson                |
| 13 april 2014 14:37 Anfield Liverpool                     | 6' Sterling 26' Škrtel 78' Coutinho                          | 1-0 2-0 2-1 2-2 3-2                 | 57' Silva 62' Johnson (own)                                            | Mignolet Johnson, Škrtel, Sakho, Flanagan Henderson, Gerrard, Coutinho (89' Moses) Sterling (90+5' Lucas), Suárez, Sturridge (66' Allen)           | 5' Suárez 90+3' Henderson                |
| 20 april 2014 13:00 Carrow Road Norwich                   | Norwich City                                                 | 2-3                                 | Liverpool FC                                                           | Mignolet Johnson, Škrtel, Sakho, Flanagan Lucas, Gerrard, Allen (81' Agger) Sterling, Suárez, Coutinho (76' Moses)                                 | 65' Škrtel 79' Flanagan                  |
| 20 april 2014 13:00 Carrow Road Norwich                   | 54' Hooper 77' Snodgrass                                     | 0-1 0-2 1-2 1-3 2-3                 | 4' Sterling 11' Suárez 62' Sterling                                    | Mignolet Johnson, Škrtel, Sakho, Flanagan Lucas, Gerrard, Allen (81' Agger) Sterling, Suárez, Coutinho (76' Moses)                                 | 65' Škrtel 79' Flanagan                  |
| 27 april 2014 15:05 Anfield Liverpool                     | Liverpool FC                                                 | 0-2                                 | Chelsea FC                                                             | Mignolet Johnson, Škrtel, Sakho, Flanagan (81' Aspas) Lucas (58' Sturridge), Gerrard, Allen Sterling, Suárez, Coutinho                             |                                          |
| 27 april 2014 15:05 Anfield Liverpool                     |                                                              | 0-1 0-2                             | 45+4' Ba 90+4' Willian                                                 | Mignolet Johnson, Škrtel, Sakho, Flanagan (81' Aspas) Lucas (58' Sturridge), Gerrard, Allen Sterling, Suárez, Coutinho                             |                                          |
| 5 mei 2014 21:00 Selhurst Park Londen                     | Crystal Palace                                               | 3-3                                 | Liverpool FC                                                           | Mignolet Johnson, Škrtel, Sakho, Flanagan Lucas, Gerrard, Allen Sterling (78' Coutinho), Suárez, Sturridge (86' Moses)                             | 25' Allen 50' Suárez 63' Škrtel          |
| 5 mei 2014 21:00 Selhurst Park Londen                     | 79' Delaney 81' Gayle 88' Gayle                              | 0-1 0-2 0-3 1-3 2-3 3-3             | 18' Allen 53' Sturridge 55' Suárez                                     | Mignolet Johnson, Škrtel, Sakho, Flanagan Lucas, Gerrard, Allen Sterling (78' Coutinho), Suárez, Sturridge (86' Moses)                             | 25' Allen 50' Suárez 63' Škrtel          |
| 11 mei 2014 16:00 Anfield Liverpool                       | Liverpool FC                                                 | 2-1                                 | Newcastle United                                                       | Mignolet Johnson, Škrtel, Agger, Flanagan (46' Cissokho) Henderson, Gerrard, Allen (59' Coutinho) Sterling, Suárez, Sturridge (80' Lucas)          | 88' Lucas                                |
| 11 mei 2014 16:00 Anfield Liverpool                       | 63' Agger 65' Sturridge                                      | 0-1 1-1 2-1                         | 20' Škrtel (own)                                                       | Mignolet Johnson, Škrtel, Agger, Flanagan (46' Cissokho) Henderson, Gerrard, Allen (59' Coutinho) Sterling, Suárez, Sturridge (80' Lucas)          | 88' Lucas                                |

### Overzicht
| Speeldag  | 1 | 2 | 3 | 4  | 5  | 6  | 7  | 8  | 9  | 10 | 11 | 12 | 13 | 14 | 15 | 16 | 17 | 18 | 19 | 20 | 21 | 22 | 23 | 24 | 25 | 26 | 27 | 28 | 29 | 30 | 31 | 32 | 33 | 34 | 35 | 36 | 37 | 38 |
| --------- | - | - | - | -- | -- | -- | -- | -- | -- | -- | -- | -- | -- | -- | -- | -- | -- | -- | -- | -- | -- | -- | -- | -- | -- | -- | -- | -- | -- | -- | -- | -- | -- | -- | -- | -- | -- | -- |
| Resultaat | w | w | w | g  | v  | w  | w  | g  | w  | v  | w  | g  | v  | w  | w  | w  | w  | v  | v  | w  | w  | g  | w  | g  | w  | w  | w  | w  | w  | w  | w  | w  | w  | w  | w  | v  | g  | w  |
| Punten    | 3 | 6 | 9 | 10 | 10 | 13 | 16 | 17 | 20 | 20 | 23 | 24 | 24 | 27 | 30 | 33 | 36 | 36 | 36 | 39 | 42 | 43 | 46 | 47 | 50 | 53 | 56 | 59 | 62 | 65 | 68 | 71 | 74 | 77 | 80 | 80 | 81 | 84 |
| Positie   | 7 | 1 | 1 | 1  | 5  | 2  | 2  | 3  | 3  | 3  | 2  | 2  | 4  | 4  | 2  | 2  | 1  | 4  | 5  | 4  | 4  | 4  | 4  | 4  | 4  | 4  | 4  | 2  | 2  | 2  | 2  | 1  | 1  | 1  | 1  | 1  | 2  | 2  |

### Toeschouwers
| №      | Club                 | Totaal     | Gem    | Duels | +/–    | Record |
| ------ | -------------------- | ---------- | ------ | ----- | ------ | ------ |
| 1      | Manchester United    | 1.428.928  | 75.207 | 19    | −0,4%  | 75.368 |
| 2      | Arsenal              | 1.130.251  | 60.013 | 19    | −0,1%  | 60.071 |
| 3      | Newcastle United     | 957.511    | 50.395 | 19    | −0,2%  | 52.280 |
| 4      | Manchester City      | 894.527    | 47.075 | 19    | +0,2%  | 47.351 |
| 5      | Liverpool            | 848.750    | 44.671 | 19    | −0,2%  | 44.822 |
| 6      | Chelsea              | 788.153    | 41.482 | 19    | 0,0%   | 41.623 |
| 7      | Sunderland           | 780.706    | 41.090 | 19    | +1,3%  | 46.313 |
| 8      | Everton              | 716.902    | 37.732 | 19    | +3,8%  | 39.576 |
| 9      | Aston Villa          | 685.535    | 36.081 | 19    | +2,9%  | 42.682 |
| 10     | Tottenham Hotspur    | 680.360    | 35.808 | 19    | −0,7%  | 36.102 |
| 11     | West Ham United      | 649.741    | 34.197 | 19    | −1,5%  | 35.153 |
| 12     | Southampton          | 574.020    | 30.212 | 19    | −2,1%  | 31.659 |
| 13     | Cardiff City         | 521.165    | 27.430 | 19    | +19,3% | 28.018 |
| 14     | Norwich City         | 509.302    | 26.805 | 19    | +0,5%  | 26.876 |
| 15     | Stoke City           | 496.607    | 26.137 | 19    | −2,2%  | 27.429 |
| 16     | West Bromwich Albion | 478.678    | 25.194 | 19    | −0,5%  | 26.613 |
| 17     | Fulham               | 474.563    | 24.977 | 19    | −1,6%  | 25.700 |
| 18     | Crystal Palace       | 458.169    | 24.375 | 19    | +44,0% | 28.235 |
| 19     | Hull City            | 458.217    | 24.117 | 19    | +38,9% | 24.940 |
| 20     | Swansea City         | 387.725    | 20.407 | 19    | +0,2%  | 20.769 |
| Totaal | Totaal               | 13.919.810 | 36.670 | 380   | +2,1%  | 75.368 |

## FA Cup

### Wedstrijden
| FA Cup                                                 |                                     |             |                         | |                                       |
| Wedstrijddetails                                       | Thuisploeg                          | Uitslag     | Uitploeg                | Opstelling | Kaarten                               |
| Derde ronde                                            |                                     |             |                         | |                                       |
| 5 januari 2014 16:00 Anfield Liverpool                 | Liverpool FC                        | 2-0         | Oldham Athletic (III)   | Jones Kelly, Touré, Agger, Cissokho Henderson, Gerrard (76' Suárez), Alberto (46' Lucas) Sterling, Aspas, Moses (46' Coutinho)         | 88' Sterling                          |
| 5 januari 2014 16:00 Anfield Liverpool                 | 54' Aspas 82' Tarkowski (own)       | 1-0 2-0     |                         | Jones Kelly, Touré, Agger, Cissokho Henderson, Gerrard (76' Suárez), Alberto (46' Lucas) Sterling, Aspas, Moses (46' Coutinho)         | 88' Sterling                          |
| Vierde ronde                                           |                                     |             |                         | |                                       |
| 5 januari 2014 16:00 The Goldsands Stadium Bournemouth | Bournemouth (II)                    | 0-2         | Liverpool FC            | Jones Kelly (73' Flanagan), Touré, Škrtel, Cissokho Henderson, Gerrard, Coutinho (84' Alberto) Sturridge, Suarez, Moses (84' Sterling) | 57' Gerard                            |
| 5 januari 2014 16:00 The Goldsands Stadium Bournemouth |                                     | 0-1 0-2     | 26' Moses 60' Sturridge | Jones Kelly (73' Flanagan), Touré, Škrtel, Cissokho Henderson, Gerrard, Coutinho (84' Alberto) Sturridge, Suarez, Moses (84' Sterling) | 57' Gerard                            |
| 1/8 finale                                             |                                     |             |                         | |                                       |
| 16 februari 2014 17:00 Emirates Stadium Londen         | Arsenal FC                          | 2-1         | Liverpool FC            | Jones Flanagan, Škrtel, Agger, Cissokho (62' Henderson) Allen, Gerrard, Coutinho Suárez, Sturridge, Sterling                           | 15' Flanagan 20' Coutinho 42' Gerrard |
| 16 februari 2014 17:00 Emirates Stadium Londen         | 16' Oxlade-Chamberlain 47' Podolski | 1-0 2-0 2-1 | 60' Gerrard             | Jones Flanagan, Škrtel, Agger, Cissokho (62' Henderson) Allen, Gerrard, Coutinho Suárez, Sturridge, Sterling                           | 15' Flanagan 20' Coutinho 42' Gerrard |

## League Cup

### Wedstrijden
| League Cup                                      |                                                           |                         |                        | |                                   |
| Wedstrijddetails                                | Thuisploeg                                                | Uitslag                 | Uitploeg               | Opstelling | Kaarten                           |
| Tweede ronde                                    |                                                           |                         |                        | |                                   |
| 27 augustus 2013 20:45 Anfield Liverpool        | Liverpool FC                                              | 4-2                     | Notts County (III)     | Mignolet Johnson, Wisdom, Touré, Cissokho (9' Agger) Allen (64' Henderson), Gerrard, Luis Alberto (71' Coutinho) Ibe, Sturridge, Sterling | 97' Wisdom 105+1' Sterling        |
| 27 augustus 2013 20:45 Anfield Liverpool        | 4' Sterling 29' Sturridge 105+4' Sturridge 109' Henderson | 1-0 2-0 2-1 2-2 3-2 4-2 | 62' Arquin 84' Coombes | Mignolet Johnson, Wisdom, Touré, Cissokho (9' Agger) Allen (64' Henderson), Gerrard, Luis Alberto (71' Coutinho) Ibe, Sturridge, Sterling | 97' Wisdom 105+1' Sterling        |
| Derde ronde                                     |                                                           |                         |                        | |                                   |
| 25 september 2013 20:45 Old Trafford Manchester | Manchester United                                         | 1-0                     | Liverpool FC           | Mignolet Touré, Škrtel, Sakho, Enrique Henderson, Gerrard, Lucas (67' Kelly), Moses (82' Sterling) Suárez, Sturridge                      | 39' Lucas 51' Touré 75' Henderson |
| 25 september 2013 20:45 Old Trafford Manchester | 46' Hernández                                             | 1-0                     |                        | Mignolet Touré, Škrtel, Sakho, Enrique Henderson, Gerrard, Lucas (67' Kelly), Moses (82' Sterling) Suárez, Sturridge                      | 39' Lucas 51' Touré 75' Henderson |

## Individuele prijzen
| Prijs                               | Winnaar          |
| ----------------------------------- | ---------------- |
| PFA Players' Player of the Year     | Luis Suárez      |
| FWA Footballer of the Year          | Luis Suárez      |
| Premier League Player of the Season | Luis Suárez      |
| Topschutter in de Premier League    | Luis Suárez      |
| PFA Team of the Year                | Steven Gerrard   |
| PFA Team of the Year                | Daniel Sturridge |
| PFA Team of the Year                | Luis Suárez      |

## Afbeeldingen

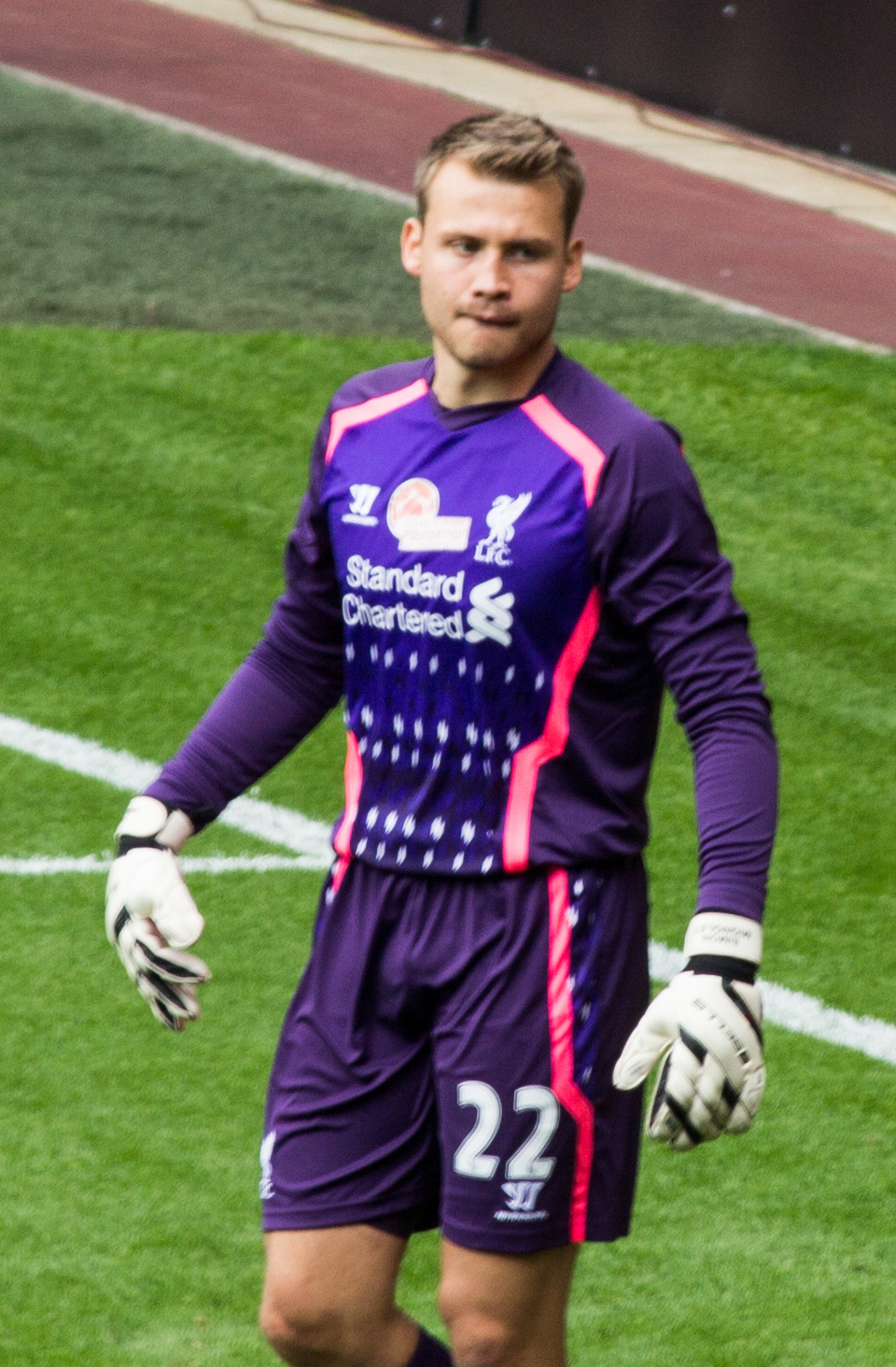
Simon Mignolet (doelman)
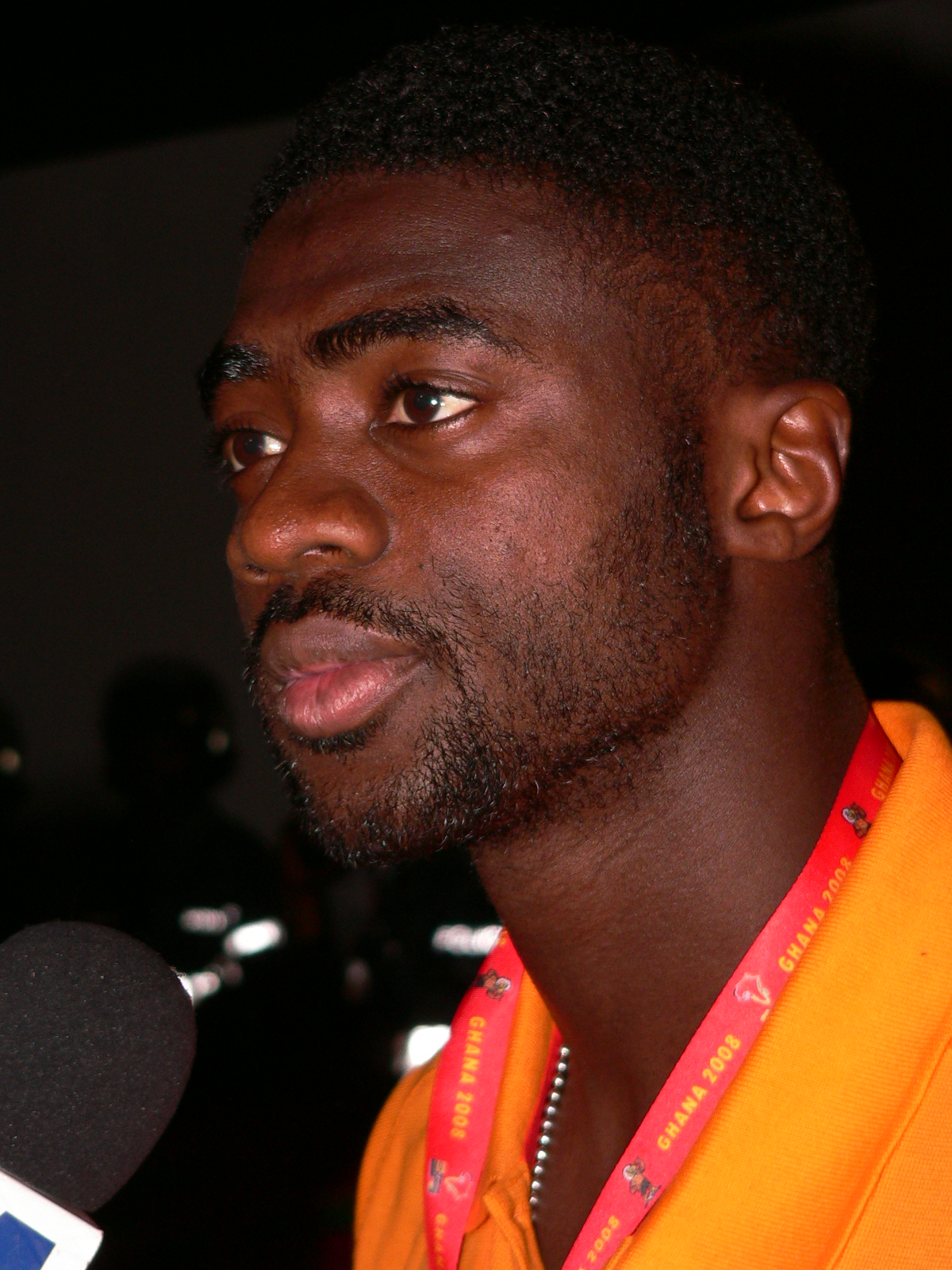
Kolo Touré (verdediger)
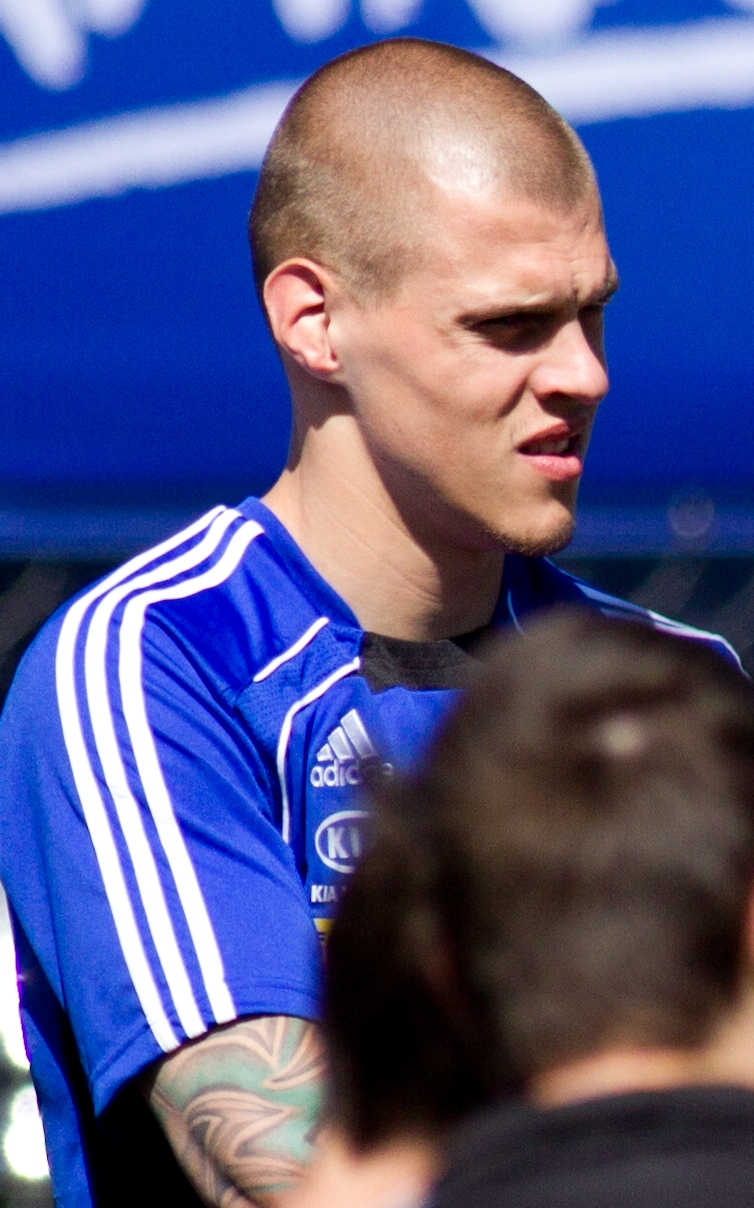
Martin Škrtel (verdediger)
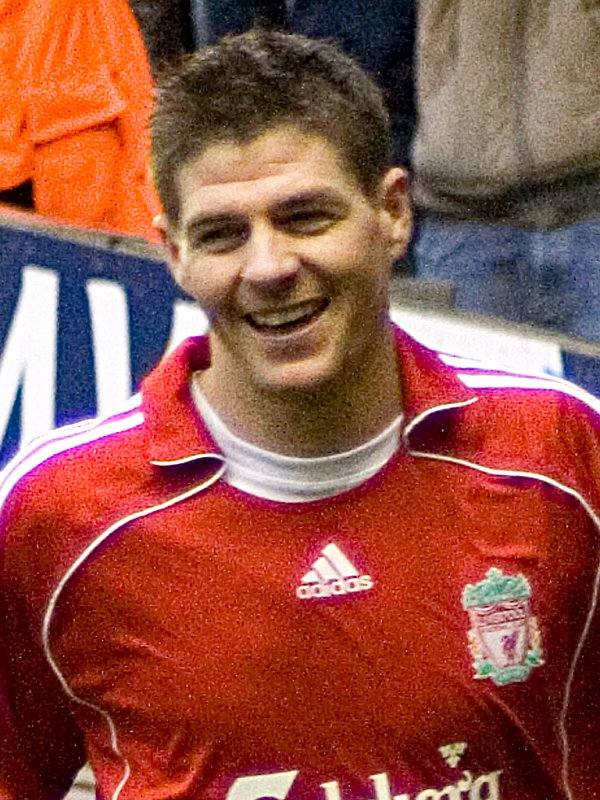
Steven Gerrard (middenvelder)
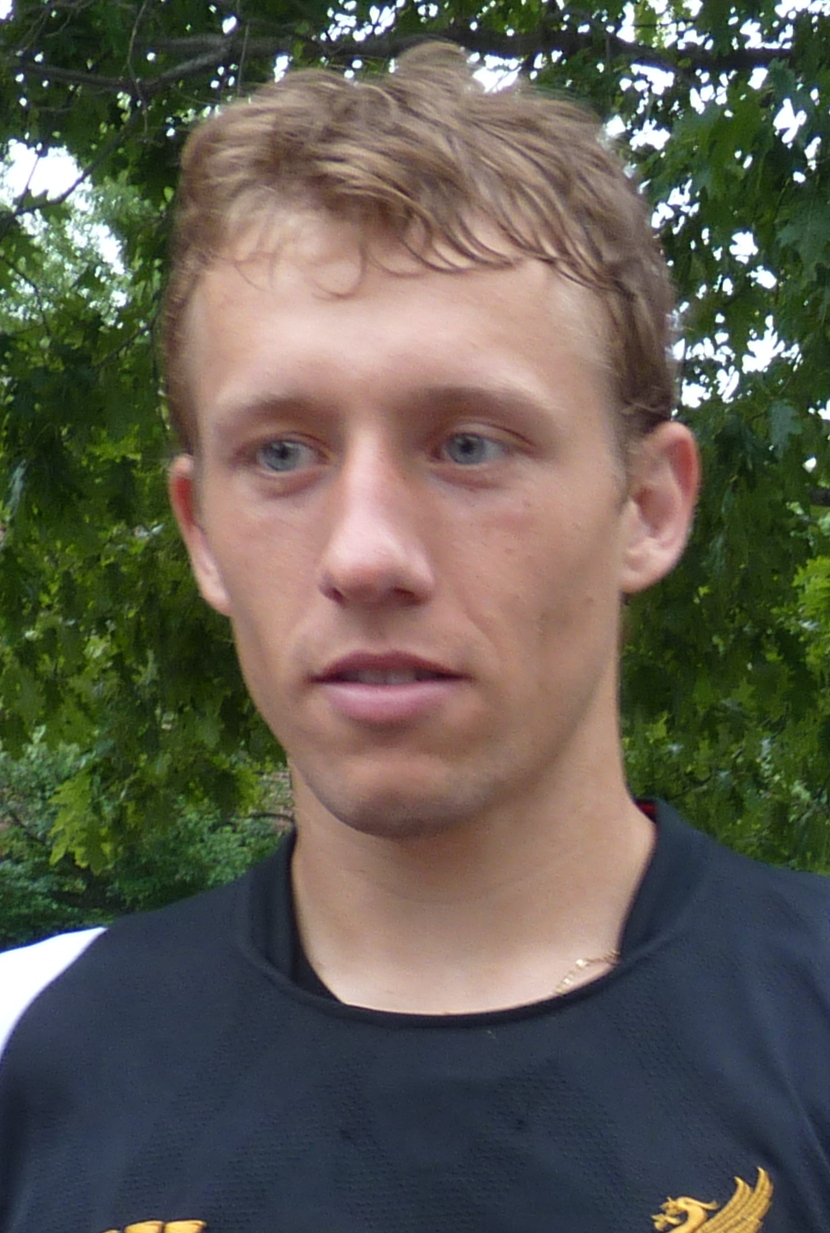
Lucas (middenvelder)
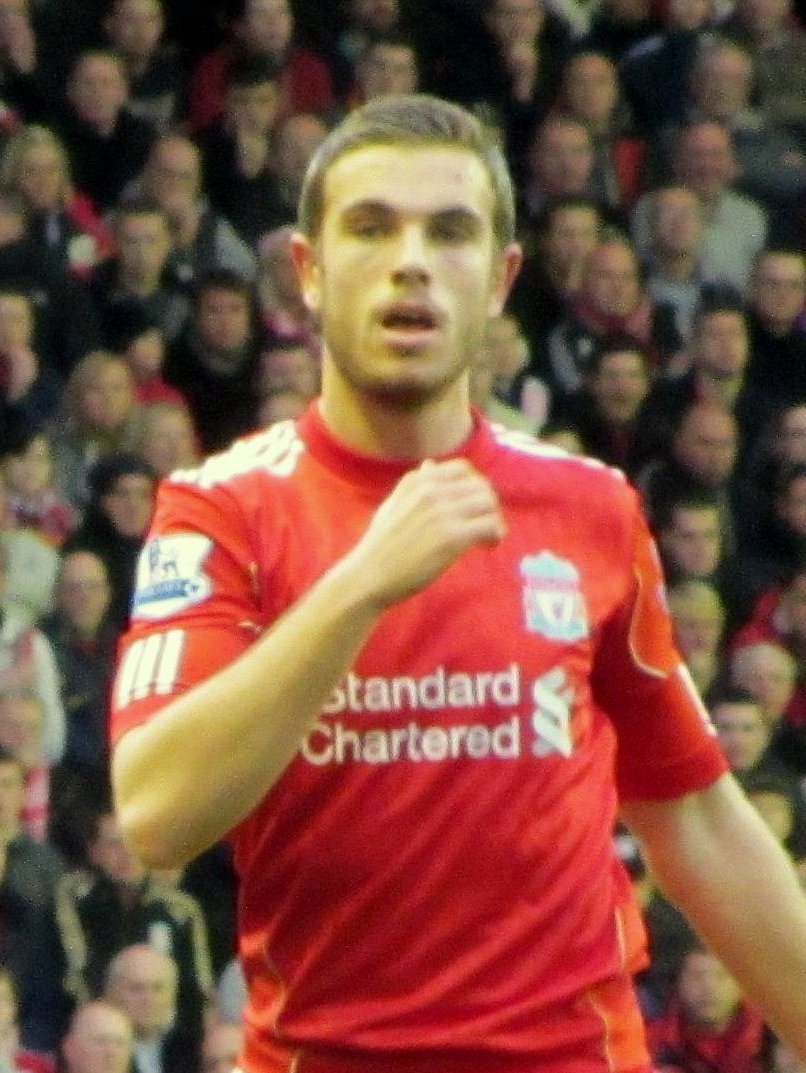
Jordan Henderson (middenvelder)
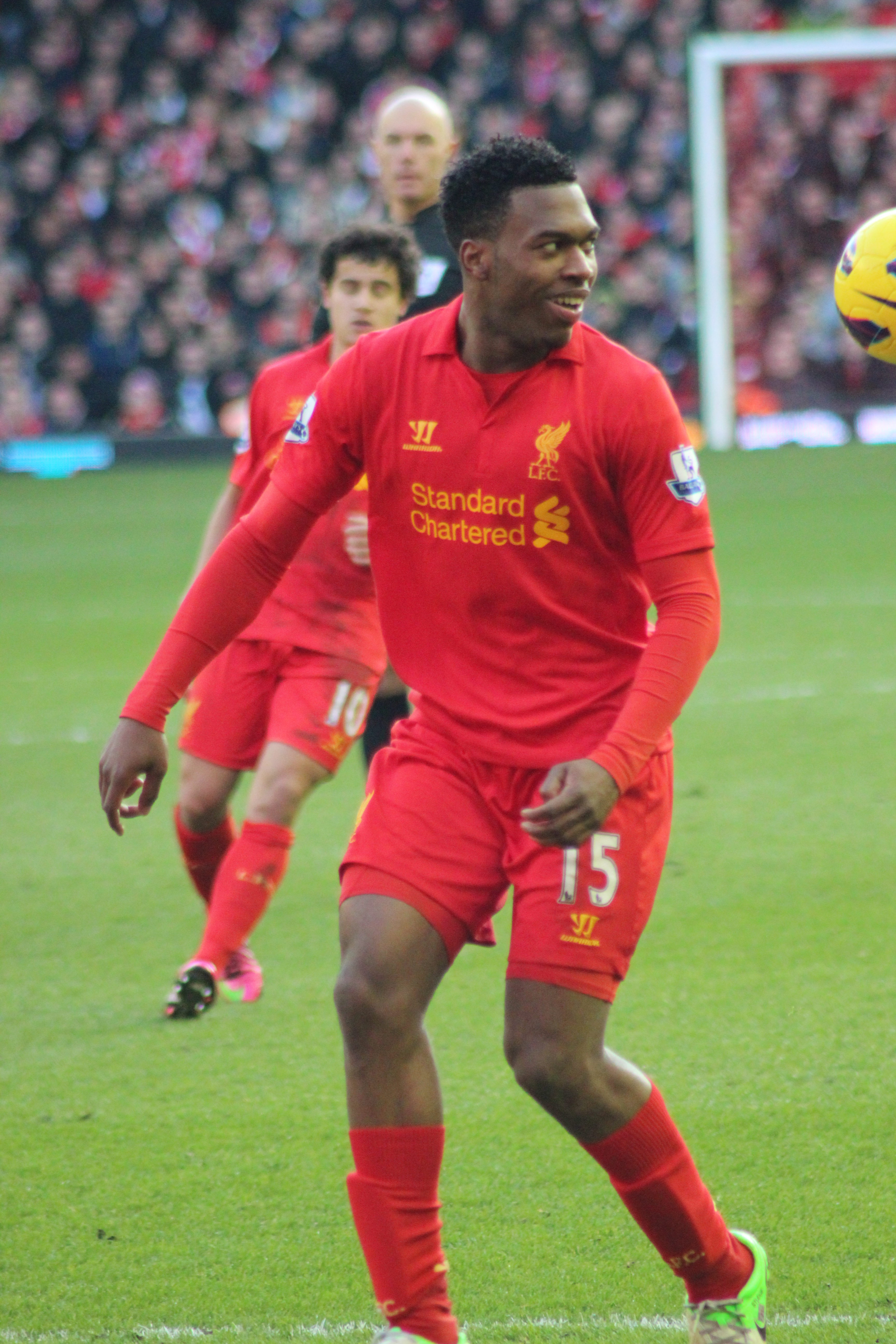
Daniel Sturridge (aanvaller)
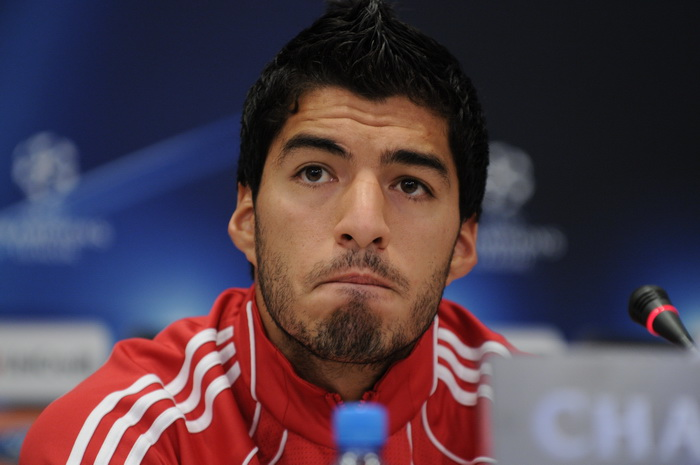
Luis Suárez (aanvaller)